# Copywriting
El copywriting o redacción publicitaria es el acto u ocupación de escribir textos con fines publicitarios u otras formas de marketing. El producto, llamado relato o relato de ventas, es un contenido escrito que pretende aumentar el conocimiento de la marca y, en última instancia, persuadir a una persona o grupo para que realice una acción determinada.
Los copywriters ayudan a crear vallas publicitarias, folletos, catálogos,villancicos, anuncios en revistas y periódicos, cartas de venta y otros tipos de correo directo, guiones para comerciales de televisión o radio, eslóganes, libros blancos, publicaciones en sitios web y redes sociales, y otras comunicaciones de marketing.

## Empleo
Muchos redactores están empleados en departamentos de marketing, agencias de publicidad, empresas de relaciones públicas, agencias de redacción o trabajan por cuenta propia como autónomos, donde los clientes van desde pequeñas a grandes empresas.
- Las agencias de publicidad suelen contratar a redactores publicitarios como parte de un equipo creativo, en el que se asocian con directores de arte o directores creativos. El redactor redacta el texto o el guion de un anuncio, basándose en gran medida en la información obtenida del cliente. El director artístico es responsable de los aspectos visuales del anuncio y, sobre todo en el caso de los trabajos impresos, puede supervisar la producción. Cualquiera de los dos miembros del equipo puede proponer la idea general (normalmente denominada concepto) y el proceso de colaboración suele mejorar el trabajo. Algunas agencias se especializan en dar servicio a una industria o sector concreto.[2]
- Las agencias de redacción combinan la redacción con una serie de servicios editoriales y asociados que pueden incluir la consultoría de posicionamiento y mensajería, las redes sociales, la optimización de los motores de búsqueda, la edición correctiva, el copywriting, la corrección de textos, la verificación fáctica, la redacción de discursos y la maquetación. Algunas agencias emplean a copywriters internos, mientras que otras recurren a subcontratas o autónomos.
- Las agencias de mercadeo digital suelen incluir redactores publicitarios, conocidos como copywriters, ya sean autónomos o empleados, que se centran específicamente en la comunicación digital. A veces, el trabajo de un copywriters se solapa con el de un redactor de contenidos, ya que tendrá que escribir anuncios en las redes sociales, anuncios en Google, portadas en línea y textos de correo electrónico que sean persuasivos. Esta nueva ola de copywriting nacida de la era digital ha hecho más accesible esta disciplina. Pero no sin una desventaja, ya que la globalización ha hecho que algunos trabajos de redacción se hayan devaluado debido a la facilidad de encontrar copywriters cualificados que trabajan a diferentes precios.

Los copywriters también trabajan para cadenas de tiendas, editoriales de libros u otras grandes empresas que se anuncian con frecuencia. También pueden ser contratados para escribir publirreportajes en periódicos, revistas y emisoras.
Algunos copywriters trabajan como contratistas independientes o autónomos, escribiendo para diversos clientes. Pueden trabajar en la oficina de un cliente, en una oficina de cotrabajo, en una cafetería o a distancia desde casa.
Los copywriters son similares a los redactores técnicos y las carreras pueden solaparse. Sin embargo, a grandes rasgos, la escritura técnica se dedica a informar e instruir a los lectores en lugar de persuadirlos. Por ejemplo, un redactor publicitario escribe un anuncio para vender un coche, mientras que un redactor técnico escribe el manual de instrucciones que explica cómo utilizarlo.

## Aplicación práctica del copywriting
El copywriting es una herramienta esencial en el mundo del marketing y la comunicación. Algunas aplicaciones prácticas del copywriting son:
Copywriting web: Se trata de aplicar estrategias de redacción publicitaria a los textos de una página web, sobre todo para los negocios que esperan captar nuevos clientes y vender a través del sitio web. 
El objetivo del copywriting web es captar el interés del lector y realzar al valor de la propuesta de la marca con contenidos persuasivo y convincentes para aumentar la tasa de conversión del sitio. 
Copywriting para Redes Sociales: Consiste en la redacción de mensajes y descripciones cautivadoras para publicaciones en plataformas de redes sociales para aumentar la interacción de los usuarios. Con las palabras adecuadas se puede conseguir objetivos de marketing concretos como aumentar el número de seguidores, fomentar una comunidad y generar ventas a través de las redes sociales. 
Copywriting SEO: En este caso se mezcla las técnicas de redacción publicitarias con estrategias de posicionamiento web para crear contenidos optimizado con palabras clave relevantes para mejorar la visibilidad en los motores de búsqueda y atraer tráfico orgánico. 
Copywriting para Email Marketing: Se centra en la redacción persuasiva para crear asuntos de correo electrónico y contenido que motive a los destinatarios a abrir los correos electrónicos, leer el contenido y tomar acciones como hacer una compra o registrarse para un evento.
Copywriting para Landing Pages: Tiene que ver con la aplicación de técnicas de copywriting para la creación de páginas de venta. En este caso la redacción publicitaria es de vital importancia, ya que este tipo de sitio web tiene como objetivo la conversión, por lo que hay que guiar a los visitantes hacia una acción específica como comprar, suscribirse o registrarse.

### Educación
Tradicionalmente, la formación necesaria para ser redactor publicitario solía ser una filología hispánica, o una carrera en publicidad, periodismo o marketing. Este sigue siendo el caso de los redactores internos. Sin embargo, los redactores autónomos de hoy pueden aprender el oficio en cursos de redacción o con mentores. Muchos clientes aceptan, o incluso prefieren, muestras de escritura en lugar de credenciales formales de redacción.